# Lê Xuyên
Lê Xuyên (tiếng Trung: 黎川县; bính âm: Líchuān Xiàn) là một huyện thuộc địa cấp thị Phủ Châu, tỉnh Giang Tây, Trung Quốc.

## Hành chính
Huyện Lê Xuyên được chia ra làm 15 đơn vị hành chính cấp hương, bao gồm 7 trấn và 8 hương. Ngoài ra huyện này còn quản lí 2 đơn vị tương đương cấp hương khác.
- Trấn: Nhật Phong (日峰镇), Hoành Thôn (宏村镇), Tuân Khẩu (洵口镇), Hùng Thôn (熊村镇), Long An (龙安镇), Đức Thắng (德胜镇), Hoa Sơn (华山镇)
- Hương: Đàm Khê (潭溪乡), Hồ Phường (湖坊乡), Hà Nguyên (荷源乡), Hậu Thôn (厚村乡), Xã Tần (社苹乡), Chương Khê (樟溪乡), Tây Thành (西城乡), Trung Điền (中田乡)
- Đơn vị ngang cấp hương khác: khu quản lí khu công nghiệp huyện Lê Xuyên (黎川县工业园区管理委员会), tập đoàn xí nghiệp Đức Thắng (德胜企业集团)